# Sattel, Schwyz
Sattel är en ort och kommun i distriktet Schwyz i kantonen Schwyz, Schweiz. Kommunen har 2 066 invånare (2023).